# 大場啓仁
大場 啓仁（おおば ひろよし、1935年 - 1973年9月4日）は、日本の英米文学者。元立教大学一般教育部助教授。1973年に不倫関係にあった教え子を殺害後、一家心中した。

## 人物

### 経歴
静岡県の森町で煙草販売所長の子として生まれたが、幼い頃に結核患者の両親から隔離されて親戚に預けられた後、袋井町の左官職人の養子となり、さらに東京市の堀切に移り住んだ。
戦時中に栃木県宇都宮市に疎開し、そのまま中学と栃木県立宇都宮高等学校を卒業した後、立教大学文学部英米文学科に入学する。そして1958年に学部を卒業後、さらに同大学大学院文学研究科英米文学科に進学し、細入藤太郎教授に師事している。修士課程を修了後、さらに博士課程後期課程に進み、単位取得退学した。専門は19世紀アメリカ文学で、ヘンリー・ジェームスの研究が中心だった。業績については、生涯を通じて学術誌の査読付き投稿論文が一本もなく、数点の学内紀要と若干の翻訳だけである。しかし、おそらくは細入教授の推薦と思われるが、立教大学一般教育部専任講師に採用され、研究者としての定職を確保した。さらに、1967年には32歳と、人文科学系としてはかなり若い年齢で助教授に昇格している。
しかし、後述されるように1973年に教え子を殺害し、その45日後には妻および幼い子供2人とともに一家心中した。

### 主要業績
- ヘンリイ・ジェイムズ―「ボストニアンズ」について―　立教大学文学部英米文学研究室 『英米文学』28、1967年
- 中里晴彦・大場啓仁訳『ヘンリー・ジェイムズ短篇集』　真砂書房、1969年
- M.トウェインとW.D.ハウエルズのユートピア物語―産業主義時代と作家― 　『英米文学』33、1973年
- 大場啓仁・鈴木龍一・田中啓史訳　ロード・ラグラン『文化英雄－伝承・神話・劇』　太陽社、1973年10月

## 立教大学助教授教え子殺害事件

### 一家心中
1973年9月6日午前4時、伊豆半島南端の石廊崎に近い静岡県賀茂郡南伊豆町池野原の奥石廊崎展望台（愛逢岬）下の海岸で子供を含む男女4人の遺体が釣り人によって発見された。警察による捜査の結果、東京都豊島区南長崎3丁目のマンションに住む立教大学一般教育部助教授の大場啓仁（38歳）とその妻のJ子（33歳）、および6歳と4歳の二人の幼い娘であると判明する。飛び降りた20メートル上の断崖には、「大変迷惑ですが、親子4人、この下の淵で投身自殺をしておりますので、お届け下さい」と、身元と現住所を明記した置き手紙が残されていた。自殺の原因は、大場が立教大学大学院英米文学科修士課程に所属する教え子のK子（24歳）との不倫関係清算に失敗し、彼女を殺害したことが発覚したためである。
前述のような、幼いころに実の父母から隔離され養子として引き取られるという、複雑な家庭環境で育った大場とは対照的に、妻J子は東京都目黒区大岡山の裕福で円満な家庭に育ち、立教大学文学部英米文学科を卒業した。大場にとっては大学の後輩でもあるが、大場はまだ専任講師だった当時、J子の親からの強い反対を押し切って彼女と結婚した。大場は吃音が激しく内向的性格だったが、スマートな風貌と陰翳的な雰囲気から女子学生の人気は高く、結婚後も女性関係をめぐる風聞は少なくなかった。しかしK子との関係は、教員と教え子の「火遊び」では済まないほど深化していた。大場はK子が学部生だった4年前から性的関係を維持している。一方、K子も甲府市の資産家である両親から、早く地元に帰って身を固めてほしいとの要望に反し、大場と付き合うため修士論文提出をあえて延期するほど、大場との関係にのめりこんでいた。既婚の男性教員が女子学生と愛人関係になるのはセクシュアル・ハラスメントに該当するが、セクハラという用語が存在しなかった当時においても、大場の情交は懲戒の対象となりえた。
そうしたなか、大場はK子から「妊娠した」と告げられ、関係が冷めた妻との離婚を要求されていた。一方、妻のJ子は大学の後輩でもあるK子と夫の不倫を察知し、密会の現場に踏み込んだり自殺未遂をするなど、大場にK子との関係清算を強く迫っている。こうしたもつれは、殺害されたK子と大場本人、さらにはその家族3名の、合計5名が命を失うという、きわめて陰惨な結末となった。

### 教え子の失踪
K子は大場との愛人関係に悩み、さらにホジキンリンパ腫のため体調を崩し、静養のため山梨県甲府市で呉服店を営む実家にしばらく帰省していたが、1973年7月19日に慶應義塾大学病院での定期治療のため上京した。当日午後、K子は新宿駅地下のダイアナ靴店新宿店で、売れ筋とはいえない特徴的な赤いハイヒールを購入したのち、その日は獨協大学生の弟と一緒に下宿していた東京都北区十条の親戚宅に宿泊する。しかし、翌20日に「友達に会うので遅くなる」という伝言を残して下宿先を出たのを最後に、連絡が絶えた。
両親は分別のあるK子の行動としては不可解なうえ、健康状態も気がかりだった。しかし、7月23日になって「二週間ほど旅行します。8月4日に帰ります」という、21日新宿局消印のK子直筆の手紙が実家に届き、ひとまず安心する。また、30日には「大伴旅子」なる人物から、「遊覧船では厄介になりました。あなたの彼によろしく」との礼状が、現金20,000円を添えて実家に郵送されてきた。
1973年当時、大卒初任給の平均は57,000円で、大学院生の所持金としてはかなりの大金であるため、両親はK子の音信不通はあくまで家出ではなく、裕福な異性との長期旅行と信じ、また嫁入り前の娘に対する風評も懸念し、大学や警察への捜索願いの届け出を思いとどまった。
しかし事件発覚後、二通の着信はすべて大場の偽装工作だったことが判明する。そのうえ大場は、「大伴旅子」の手紙が届いた30日に「まだ帰りませんか」とK子の実家をわざわざ訪れ、両親からの相談に真摯に対応する態度を示し、信頼関係を築くほどだった。

### 殺害と隠蔽
7月20日午後、研究室を離れた大場はK子と新宿で合流した後、逢引きに過去数度利用したことのある八王子市鑓水にある恩師細入教授の別荘に誘ったうえでK子を絞殺し、遺体を周辺の空き地に埋めた。その後、大場は午後11時過ぎに立教大学アメリカ研究所の女性職員A子を池袋駅近くの料理店に呼び出している。ベテラン職員であるA子は大場が女子学生と問題を起こすたびに相談相手になった年長の女性だが、大場は結婚前に性交したこともあり、なにかと頼りにしていた。この夜、大場はA子にK子との関係について「けりをつけた。君の想像以上の方法だよ」と打ち明け、「自殺？」と尋ねるA子に対し、「もっと大変なんだ」と殺人を示唆したうえで、夕方5時から夜9時まで一緒にいたことにしてほしいとアリバイ工作への協力を懇願した。
翌日、大場は細入教授が主催する教員の囲碁同好会に参加するため熱海に向かった。一方、彼からアリバイ工作への協力を依頼されたものの殺人の可能性に困惑したA子は、22日に大場の8年先輩にあたる英米文学科M助教授に経緯を打ち明けた。驚愕したM助教授は、大場とは立教大学の同期で親友でもある専修大学のK助教授を自宅に呼び、徹夜で対応を協議する。ちなみに、K助教授の姉は細入教授の妻だった。二人は23日午後に熱海から戻ってきた大場を大学構内の一室に呼び出し、A子から聞いた事実を確認したうえで自首するように強く説得した。これに対して大場は、「やっちゃったもの、仕方がないじゃないか。残った者がどううまくやっていくか相談しよう」と開き直り、M助教授らは呆れ返ったが、夫の不倫に悩んで自殺未遂をしたことのあるJ子（彼ら共通の後輩でもある）への配慮から、大学および警察への通報を思いとどまる。
翌日もM助教授は自首を勧めたが、大場は「自分のことをあれだけ愛してくれた彼女なのだから、あんな扱いをされても、彼女は本望だろう」と言い出し、「では君の娘が将来そんなことをされても構わないのか」と迫られると「それは認めるわけにはいかん」と答え、M助教授をあ然とさせた。
こうした先輩・親友の苦悩をよそに、大場は25日に何事もなかったかのように妻子を連れて千葉県の白浜まで海水浴に出かけた。しかし、夫婦喧嘩の末に翌26日夜に一人で東京に戻り、高円寺のスナックにK助教授を呼び出す。とはいえ、あいかわらず自首の説得には応じなかった。大場は29日に鑓水の現場に立ち寄り、K子の遺体をより目に付きにくい地点に埋め直している。その後、大場はM助教授に会い、「絶対にわからない場所に埋めた。大丈夫だ」と重ねて自首を拒否した。
K子が帰宅すると手紙で告げていた8月4日が過ぎ、さらに夏期休暇中とはいえ失踪から約1ヵ月がたち、焦慮したK子の母親は8月18日に大学を訪れて捜索を要請した。母親は、大場との関係に悩んでいることを赤裸々に綴った娘の手記を彼女の部屋からすでに発見しており、K子の失踪に大場が何らかのかたちで関与していることを疑い始めていたが、あくまでも家出と信じていた。一方、大学側は大場とK子の抜き差しならない関係をある程度は察知していたが、個人レベルの問題として外部には「ノー・コメント」で対応する方針を固める。
そうしたなか、大場はあいかわらず隠蔽工作を続けた。K子がセカンドスクールとして通っていた日本翻訳専門学校をわざわざ訪ね、「教え子が自分の責任で行方不明になり困っている。クラスメートの住所を教えてほしい」と、心底心配している態度で協力を依頼している。さらに21日の読売新聞夕刊と翌日朝刊には大場の依頼により、「K子さん、連絡を待つ父病気、ひろよし」との三行広告が掲載された。
なお、K子の失踪を告げられた妻のJ子は、M助教授たちの説得により、8月上旬から大阪にある姉の嫁ぎ先に娘たちを連れて滞在していた。13日に大阪を訪れたK助教授がJ子に面会した際に、「K子さんが自殺している可能性があるのですね。そうなっても自分は大場と一緒にやっていくしかないと思います」と答えている。しかし、J子はこの直後に東京に戻り、またも自殺未遂をおかしていた。
当時、大場はロード・ラグラン著『文化英雄－伝承・神話・劇』の翻訳原稿の最終校正を行っていた。8月25日に出版社太陽社で開かれた共同翻訳者たちとの検討会で、大場は疲労のためか、あるいは教え子失踪の真相が発覚しつつあることへの心理的動揺のためか、何を問われても上の空といった状態だった。このため、結局は会を中断せざるをえなくなったという。そして翌26日、ついに大場は新学期を前に自首を考えるようになり、27日にM助教授らと打ち合わせを始めた。
一方、K子の母親から捜索要請を受けた立教大学側は、学生部を中心に内密に調査をすすめていたが、8月28日になってM助教授から大場の1年後輩で一般教養部の学生副部長だったH助教授に、アメリカ研究所のA子が1カ月以上前に証言したK子失踪の真実が知らされる。開学以来、未曾有のスキャンダルとなる衝撃的情報は大学執行部に伝わり、ただちに一般教育部長Ｉ教授が大場を呼びだして事実確認を行った。さらに30日にはH学生副部長らが聞き取り調査を行う。しかし大場はいずれに対しても、K子失踪については「詳しいことは勘弁してくれ」などと、のらりくらりと黙秘し、いわば煙にまかれるかたちとなった。執行部内では警察に即時通報すべきとの強い意見も出たが、M助教授は大場を自首させるため最後の説得をするので、いましばらく待ってくれと訴え、また大学側もブランド・イメージへの影響や、万が一間違いだった場合は過激派学生から人権問題との糾弾を受けかねないうえ、警察官が構内に入ると沸騰している学生運動をさらに刺激する可能性があるとし、慎重に対応することにした。
8月31日、M助教授の説得に応じて大場はついに自首を決心し、一般教育部長宛に辞表を郵送するとともに研究室を整理した。翌日、大場はM助教授・K助教授と最後となる会食をする。そして、大場とJ子を離婚させ、K助教授がJ子と娘たちを自宅にかくまい、そのうえでマスコミの目に付きにくい土曜日の8日に、大場に弁護士をつけて自首させるというかたちで、段取りが整えられた（ちなみに、当時の世間の耳目は金大中事件に集中していた）。しかし、大場は翌日の9月2日に義父の見舞いに行くとM助教授に電話をかけて以降、妻子とともに消息を絶つ。
大場の一家は、自宅を去った2日の夜は帝国ホテルに宿泊し、日曜日のディナーを楽しんでいる。そして3日朝に東京を離れ、午後3時20分ごろに下田東急ホテルに到着した。ちなみに伊豆は、大場夫妻の新婚旅行の地でもある。そして、4日午前10時ごろにホテルをチェックアウトしている。
一方、大場の妻子の隔離を引き受けたものの、大場から数日にわたり一向に音信がないことに不審を抱いたK助教授は、5日に大場宅の鍵を持つJ子の母に声をかけ、豊島区南長崎3丁目にある大場の自宅マンションを訪ねた。しかし内部は無人で、家財道具の大半は撤去されており、閑散とした室内には不吉にも喪服が整然と備えられていた。さらに、大阪にいるJ子の姉から実家に、現金10万円を添えて大場一家が破滅した顛末と形見分けなど事後の処理を細かく依頼したJ子直筆の遺書が届いたとの電話連絡が入る。また、M助教授の元にも「最後になって深い友情を裏切ってしまうことになりました。（中略）J子には事実については最初から話しておりました。それで彼女には、以来死ぬことだけしか念頭になかったのですが、（中略）今はただ彼女の気持ちだけを最後には尊重してやりたいという気持ちだけが強いようです」という大場の遺書が届く。二通とも3日下田郵便局消印が押されていた。
ただちにJ子の目黒区大岡山にある実家から所轄の碑文谷警察署に、ノイローゼ気味の夫婦が娘二人を連れて下田方面に失踪したと捜索願が出される。
大場夫婦に「やられた」と思ったM助教授らは、午後10時半ごろに警視庁捜査一課の宿直室を訪問し、大場による教え子殺害の可能性と一家失踪を伝える。そして、翌朝に前述のように大場一家の遺体が奥石廊崎で発見された。下田署による検視の結果、4日の夕刻に一家心中したものと推定されている。

### 被害者の遺体発見
K子の両親は、失踪直後から殺人事件という真相をかなりの内容で複数の大学関係者が把握していたにもかかわらず、事実を告げられずに娘の消息を求めて奔走していたので、当然ながら「犯人隠し」だと激怒した。一方、事件発生をうけた警視庁は、大場の自宅を所轄とする目白警察署に捜査本部を置き、M助教授らから事情聴取しつつ本格的に捜査を開始する。犯人と思われる人物がすでに死亡し、なおかつ事件として立件するために被害者の遺体を捜索することとなったが、こうした事案は100年の歴史がある警視庁でも前例がなかった。
捜査本部では、大場がM助教授に「山かもしれないし海かもしれない。河口湖かもしれない」と、遺体の処理についてはぐらかした発言をしていたため、一時は河口湖の捜索も検討された。しかし、7月19日に大場が恩師の細入藤太郎教授から鑓水にある別荘の鍵を借りていたことが判明し、別荘に捜索箇所が絞り込まれた。その結果、泥のついたスコップが物置から発見されたほか、9月19日にはナス畑近くから、真新しいダイアナ靴店製の赤いサンダル式ハイヒールが左片方だけ無造作に遺棄されているのが発見された。この遺留品については、7月19日前後に都内で同じ型番が売られたのは新宿店の1足だけだった点に加え、失踪前日にK子が同店の紙袋を持っていたのを弟が記憶していた結果、K子の所持品と断定された。さらに20日には、200メートル離れた藪から右片方も発見されている。くわえて聞き込み捜査の結果、7月20日午後4時頃に京王片倉駅付近の中華食堂で大場とK子らしい女性が1時間ほど食事をしていたことなどが確認され、大場が犯行時に着用したと思われるシャツや下着なども発見された。そして、甲府の実家に届いたK子の手紙の下書きや、『万葉集』歌人の大伴旅人をもじったと思われる「大伴旅子」が使用したのと同じ「万葉」の題が入った便箋が別荘内の押し入れから見つかり、大場がK子を殺害して周辺のどこかに埋めたのは確実と判断された。
しかし、殺人事件としての立件に不可欠なK子の遺体は、大場が7月29日に埋め直したこともあり、「絶対にわからない場所に埋めた」との大場の豪語を裏付けるかのように発見が難航した。実際には大場の犯行は無造作で短絡的だったが、野球やテニスを得意にしていたことから体力のあるスポーツマンと思われていたうえ、大学助教授という肩書から知能犯というイメージもあり、警視庁内には大場はよほど手の込んだ方法で遺体を処理したのだろうとの悲観的な雰囲気も漂った。
当初は300名態勢で航空隊のヘリコプターや警察犬まで動員された警視庁の捜索も、最終的には捜査一課と所轄である目白署から集められた特別班7名に縮小され、彼らによってひたすら「仏探し」が続けられた。別荘周辺の空き地や雑木林を農業用の検土杖でしらみつぶしに突き刺すという特別班による地道な捜索の結果、翌1974年2月28日午後2時30分ごろ、別荘から50メートル離れた崖下にある造成予定地の藪から異臭のする土壌が検出され、ただちに発掘したところミイラ化した無残な女性の遺体が発見された。遺体は洗濯用ロープにより両足で頭を抱え込むかたちで三重に縛られ、50センチほど掘られた穴に無造作に埋められていたが、わずかに残っていたオレンジ色のワンピースの柄や髪型の特徴、および掌紋から、K子のものと特定された。司法解剖の結果、死因は絞殺と断定された。なお、K子が大場に告げたという妊娠の事実は確定できなかった。K子が失踪して224日目。開始から190日間にわたった捜査はこの日をもって打ち切られる予定だったが、必ず遺体を遺族に届け、大場の犯罪を明らかにするという特別班の刑事たちの執念が実った。その後、3月26日に被疑者死亡のまま大場は送検となり、ようやく事件は決着する。

### 大学への批判
この事件はミッション系で女子の受験生に人気が高い有名大学が舞台となったうえ、当時は現在よりも権威的に見られていた大学教員による教え子不倫殺人という前代未聞のスキャンダルで、さらに一家心中という衝撃的結末から、週刊誌やワイドショーを中心にセンセーショナルに事件が報じられた。とりわけ、複数の学内関係者が殺害の事実を事件直後から察知していたにもかかわらず、大学の体面や内輪の事情を優先して極秘裏に処理することに奔走し、懸命に捜索を続けるK子の両親を無視したかのような立教大学の対応は、遺族のみならず社会から倫理に反すると強く批判された。また、「友情」を優先して40日以上も警察に通報しなかったM助教授、K助教授らの行動も、通報があれば少なくとも一家心中は防げたはずだと捜査関係者から非難された。一方、「J子には最初から事実を告げていました」という大場の遺書は、自首を説得しつつもJ子のショックを心配したM助教授らの配慮を裏切るもので、9月22日に憔悴しきった表情で記者会見に臨んだM助教授は、「大場に友情を裏切られた」と強い憤りを示している。なお、大場が100万円で複数の学生を不正に入学させたというK子の告発文が実家から発見されたとの報道もなされたが、大場は手続きに関与できる立場ではなかったと大学側に一蹴されている。
学内においては、事件発覚直後に一般教養部部長と文学部長が責任を負って辞任し、佃総長も事件に関する調査報告書の完成を待って約1年後に辞任した。この事件は、翌年に同じくミッション系の青山学院大学で発生した春木猛教授による教え子強姦疑惑とならび、知識人の集団であるべき大学教員の権威にダメージを与えることとなる。

## 事件を題材にした作品
- 東映ニューポルノ映画『女子大生失踪事件 熟れた匂い』 深尾道典脚本、荒井美三雄監督、東映、1974年7月14日公開[20]
- テレビドラマ『Gメン'75』第25話「助教授と女子大生殺人事件」 TBS、1975年11月8日
- 山崎哲『うお傳説』（『うお傳説 漂流家族 山崎哲戯曲集』 深夜叢書社、1982年収録）
- テレビドラマ『破れた靴下をはく女！』 月曜ワイド劇場、ANB、1984年7月30日
- テレビドラマ『深夜食堂』第15話「缶詰」 MBS、2011年11月11日（同事件を思わせる殺人事件が劇中で語られる）